# Saab 92
La Saab 92 est la première automobile produite par Saab, commercialisée entre 1949 et 1956
Conçue par l'ingénieur Gunnar Ljungström et dessinée par Sixten Sason à partir du prototype Ursaab (Saab Originelle), puis animée d'un moteur deux cylindres d'origine DKW deux-temps de 764 cm3, la production opérationnelle de la première automobile Saab démarra le 12 décembre 1949. À peu près au même moment, le dernier Saab J-21 à hélice produit sortit de Trollhättan, marquant le déplacement des usines d'assemblage aéronautique à Linköping. Les trois premiers modèles sortis des lignes furent livrés à leur client le 16 janvier 1950. La légende raconte que sa première livrée unique vert foncé provenait d'un surplus de peinture aéronautique, issu de la guerre, que Saab décida d'utiliser par économie. Dotée de trois vitesses, elle pouvait grâce à un {\displaystyle C_{x}} de 0,30 dépasser 100 km/h. Détail d'origine aéronautique : le coffre à bagages s'accédait de l'intérieur de la voiture en abaissant le dossier de la banquette arrière. Au contraire des véhicules de l'époque mais comme sur les DKW bicylindres, le moteur de la 92 était monté transversalement pour délivrer sa puissance aux roues avant près de dix ans avant les Austin mini et Morris 850.
Deux semaines seulement après sa commercialisation, l'ingénieur Saab Rolf Mellde s'engagea à son bord au rallye de Suède, pour se classer second de sa catégorie. Greta Molander remportera, elle, la Coupe des Dames du Rallye de Monte-Carlo, en 1952 avec Helga Lundberg, grâce à un moteur optimisé à 35 ch (26 kW). Un succès qui vaudra au véhicule d'apparaître sur un timbre-poste national suédois. 
Le véhicule abandonna dès 1951 son instrumentation allemande VDO (badin[à vérifier], jauge…) pour adopter des composants américains Stewart-Warner. En 1953 Saab proposa la version 92B qui inaugura enfin une ouverture extérieure du coffre à bagages, par ailleurs plus grand, une lunette arrière élargie et un choix de quatre couleurs de robe. D'autres améliorations suivront jusqu'en 1956.

## Conception

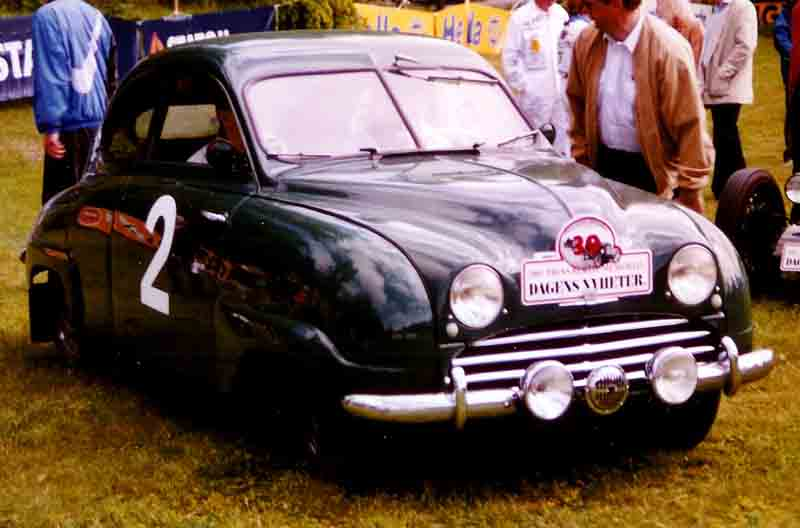
Saab 92 de 1949 engagée en rallye.

La Saab 92 regroupe dans sa structure toutes les idées de l'ingénieur Gunnar Ljungström. Constitué d'une coque autoporteuse, comme la Citroën Traction, le véhicule devait offrir une bonne sécurité à l'impact pour les passagers en absorbant une partie de l'énergie cinétique du choc et en proposant une cage secondaire indéformable. Dans le même esprit, les éléments extérieurs de carrosserie ne devaient présenter aucune partie saillante susceptible d'entraîner des blessures ; d'où un aspect fortement arrondi des formes. La rigidité de cette structure fut testée avec les mêmes outils que ceux utilisés en ingénierie aéronautique. Grâce à cette coque, la masse engagée dans le véhicule (passagers, bagages…) se répartissait équitablement sur les quatre roues. À vide, les roues avant supportaient plus de charge que les roues arrière, donnant ainsi au véhicule une tendance naturelle à compenser les dérapages. La position du réservoir, très basse et située entre les roues arrière, contribuait également à la tenue de route en plus d'offrir une meilleure sécurité en cas d'accident.
La forme de la carrosserie fut affinée et testée à l'échelle 1:10, dès 1946, dans le tunnel aérodynamique d'étude aéronautique Saab. Elle affichait pour l'époque un rare {\displaystyle C_{x}} de 0,32. La partie supérieure de la carrosserie, du pare-brise au pare-chocs arrière, tenait d'une seule pièce. C'est une gigantesque presse de plus de 90 tonnes et 5 mètres de haut, associée à deux presses plus petites, qui fabriquait cet élément. Commandé à la société Clearing de Chicago, l'énorme outil fut livré à l'été 1947 au port de Göteborg, puis acheminé par le fleuve Göta älv jusqu'à l'usine de Trollhättan. Son volume imposant nécessita un réaménagement des ateliers d'assemblage, notamment une surélévation du toit.
Concernant la position des passagers, les places arrière furent maintenues plus basses qu'à l'avant à la fois pour respecter la pente aérodynamique de la poupe et offrir au conducteur un champ de vision postérieur suffisant. Seules les vitres avant étaient mobiles et pourvues, en conséquence, d'un mécanisme circulaire particulier couplé au même point de rotation que celui de la manivelle.